# سافاش بولدان
سافاش بولدان (1961-3 يونيو 1994) مواطن تركي من أصل كردي. تم اختطافه وقتله في 3 يونيو 1994.

## الحياة
ولد سافاش بولدان في يوكسكوفا لوالده شوكرو بولدان. عمل شقيقه، نجدت بولدان، كأحد رؤساء البلديات السابقين في يوكسكوفا من حزب الديمقراطية البائد.
وقد اتُهم بالقيام بأنشطة تتماشى مع حزب العمال الكردستاني منذ عام 1979. بدأت النيابة العامة محاكمة ضده فيما يتعلق بالأحداث التي وقعت في يوكسكوفا بولاية هكاري، في مارس 1979.
في عام 1980، زعم أن سافاش بولدان قام بإيواء بعض أعضاء حزب العمال الكردستاني في منزله بعد الاشتباكات التي دارت بين محزب العمال الكردستاني وحزب التحرير الوطني الكردستاني في كيزيل تيبي وديار بكر. وفي العام نفسه، قام هو وعدد من المتعاطفين معه بأنشطة دعائية في القرى المجاورة حول موضوع «القبائل». في عام 1986 تزوج بروين بولدان.
كما كان من بين الأشخاص الذين قدموا محامين للأشخاص الذين احتُجزوا لصلتهم بأحدث النوروز في مارس 1992.
في يونيو 1992، وعندما كان يعيش في إسطنبول، اتهمته السلطات التركية بدعم حزب العمال الكردستاني.
اعتُقل سافاش بولدان في 28 يوليو 1992 فيما يتعلق بأسلحة معينة تم الاستيلاء عليها في حي هازندار في إسطنبول، واعتقلته محكمة أمن الدولة التي أحيلت إليه.

## الموت والعواقب
تم اختطافه مع عدنان يلدريم وحاجي كاراي من قبل قوات الأمن التركية من فندق جنار في يشيليورت، إسطنبول، في 3 يونيو 1994. تم العثور على المخطوفين مقتولين بتاريخ 4 يونيو 1994 على طريق قرية يوكاريكاراش التابعة لناحية ييجيلكا في بولو. بعد العديد من التحقيقات التي نظرت فيها محكمة حقوق الإنسان الأوروبية، كان ينظر إلى تركيا بالذنب لوفاته وحكم على الحكومة التركية بدفع 10,000 يورو لزوجة بولدان في بروين بولدان و16,000 يورو لشقيقه نجدت بولدان.
بعد مقتل سافاش بولدان، هرب شقيقه نجدت بولدان من تركيا، واستقر في ألمانيا.